# Harpagofitum
Harpagofitum (vražja kandža; lat. Harpagophytum), biljni rod iz porodice sezamovki. Pripadaju mu dvije vrste, među kojima se u alternativnom liječenju proslavila ljekovita biljka vražja kandža (H. procumbens) s juga Afrike (pustinja Kalahari, i drugdje).
Druga vrsta H. zeyheri također raste po jugu Afrike, od Namibije do Zambije, i na jug do Botsvane i Zimbabvea

## Etimologija
Godine 1840. Meisner je objavio De Candolleov naziv, Harpagophytum, za vražju kandžu. Ovo ime je izravan prijevod na grčkom jeziku.

## Opis
Višegodišnje zeljaste biljke s poleglim jednogodišnjim stabljikama. Listovi nasuprotni, ± sukulentni, varijabilni. Cvjetovi pojedinačni, uspravni, na kratkim peteljkama. Cijev vjenčića cilindrična; režnjevi ± jednaki. Prašnika 4. Plod je spljoštena drvenasta čahura koja nosi dva reda zakrivljenih krakova koji sami nose zakrivljene bodlje. 
Vražja kandža ima skupinu gomolja za sekundarno skladištenje. Povučene jednogodišnje stabljike nose nasuprotne listove. Oni su nepravilno 3-5-režnjeviti i sivkastozeleni jer su prekriveni sitnim bjelkastim stanicama sluzi.
Kod tipične vrste, Harpagophytum procumbens, cvjetovi su u obliku trube i imaju raspon boja od tamno baršunastocrvene ili ljubičaste do ružičaste, dok su cjevasta baza i usta žućkasti; mogu biti sve žute, sve ljubičaste ili bijele.

## Vrste
1. Harpagophytum procumbens (Burch.) DC. ex Meisn.
2. Harpagophytum zeyheri Decne.